# Arlington (hrabstwo Columbia)
Arlington – wieś w Stanach Zjednoczonych, w stanie Wisconsin, w hrabstwie Columbia.